# Жировски връх
Жировски Връх (на словенски: Žirovski Vrh) е село в Словения, Горенски регион, община Жири. Според Националната статистическа служба на Република Словения през 2002 г. селото има 240 жители.